# Rathaus (Sylbach)

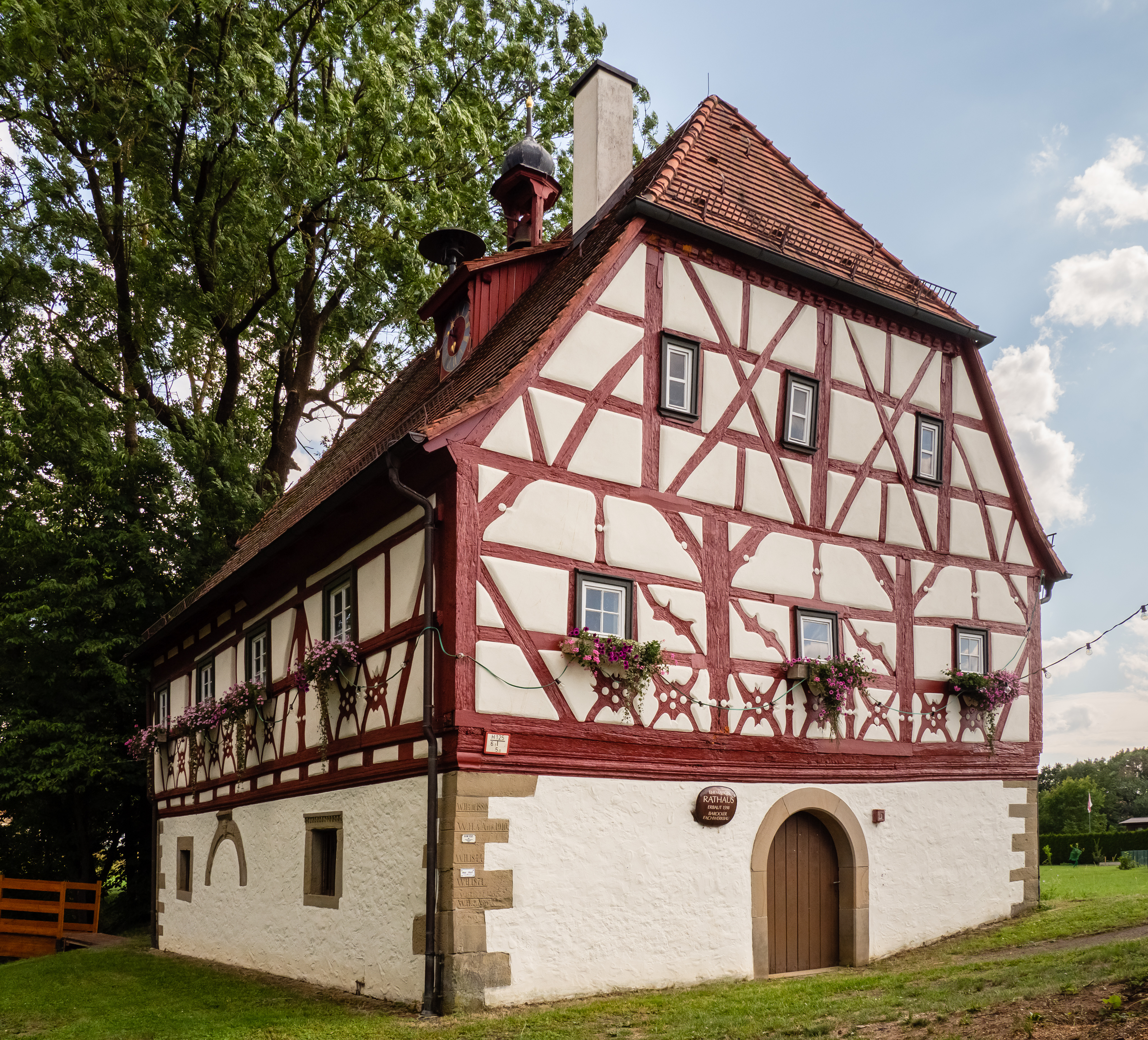
Ehemaliges Rathaus in Sylbach

Das Rathaus in Sylbach, einem Stadtteil von Haßfurt im unterfränkischen Landkreis Haßberge in Bayern, wurde 1598 errichtet. Das ehemalige Rathaus an der Talstraße 27 ist ein geschütztes Baudenkmal. 
Der zweigeschossige, giebelständige Halbwalmdachbau mit Fachwerkobergeschoss hat Fachwerkverzierungen in Form von Mannfiguren und Andreaskreuzen.
Im Erdgeschoss ist eine dreischiffige Halle mit Balkendecke.